# Modena (Wein)
Unter der Bezeichnung Modena DOC oder di Modena werden italienische Perl- und Schaumweine vermarktet, die in der Gegend um Modena (Region Emilia-Romagna) produziert werden. Das Weinbaugebiet besitzt seit 2009 eine „kontrollierte Herkunftsbezeichnung“ (Denominazione di origine controllata – DOC), die zuletzt am 30. März 2015 aktualisiert wurde.

## Anbaugebiet
Anbau und Vinifikation darf erfolgen in den Gemeinden Bastiglia, Bomporto, Campogalliano, Camposanto, Carpi, Castelfranco Emilia, Castelnuovo Rangone, Castelvetro di Modena, Cavezzo, Concordia sulla Secchia, Finale Emilia, Fiorano Modenese, Formigine, Guiglia, Maranello, Marano sul Panaro, Medolla, Mirandola, Modena, Nonantola, Novi di Modena, Prignano sulla Secchia, Ravarino, San Cesario sul Panaro, San Felice sul Panaro, San Possidonio, San Prospero sulla Secchia, Sassuolo, Savignano sul Panaro, Serramazzoni, Soliera, Spilamberto und Vignola – alle in der Provinz Modena.
Im Jahr 2017 wurden 58.727 Hektoliter DOC-Wein erzeugt.

## Erzeugung
Folgende Weintypen werden angeboten:
- Modena Lambrusco oder Lambrusco di Modena: muss zu mindestens 85 % aus den Rebsorten Lambrusco Grasparossa, Lambrusco Salamino, Lambrusco di Sorbara, Lambrusco Marani, Lambrusco Maestri, Lambrusco Montericco, Lambrusco Oliva und/oder Lambrusco a foglia frastagliata  – einzeln oder gemeinsam –  bestehen. Höchstens 15 % Ancellotta, Malbo Gentile, Fortana dürfen  – einzeln oder gemeinsam –  zugesetzt werden.
- Modena Pignoletto oder Pignoletto di Modena: muss zu mindestens 85 % aus Pignoletto bestehen. Höchstens 15 % andere weiße Rebsorten, die für den Anbau in der Region Emilia-Romagna zugelassen sind, dürfen zugesetzt werden.
- Modena Bianco oder Bianco di Modena: muss zu mindestens 85 % aus Montuni, Pignoletto und/oder Trebbiano  – einzeln oder gemeinsam –  bestehen. Höchstens 15 % andere weiße Rebsorten, die für den Anbau in der Region Emilia-Romagna zugelassen sind, dürfen zugesetzt werden.
- Modena Rosso/Rosato oder Rosso/Rosato di Modena: muss zu mindestens 85 % aus den Rebsorten Lambrusco Grasparossa, Lambrusco Salamino, Lambrusco di Sorbara, Lambrusco Marani, Lambrusco Maestri, Lambrusco Montericco, Lambrusco Oliva und/oder Lambrusco a foglia frastagliata  – einzeln oder gemeinsam –  bestehen. Höchstens 15 % andere rote Rebsorten, die für den Anbau in der Region Emilia-Romagna zugelassen sind, dürfen zugesetzt werden.